# Дагбаев, Данзан Дагбаевич
Данза́н Дагба́евич Дагба́ев (бур.  Дагбын Данзан; 31 мая 1925 г. — 4 апреля 2007 г.) ― бурятский поэт, краевед, государственный и общественный деятель, Заслуженный юрист Бурятской АССР, Заслуженный работник культуры Республики Бурятия.

## Биография
Родился 31 мая 1925 года в улусе Тарбагатай (на территории современного Заиграевского района Республики Бурятия).
После учебы в средней школе работал в родном колхозе. В конце Великой Отечественной войны был мобилизован в Красную Армию, но уже в боевых действиях не участвовал. После службы в армии вступил в КПСС, работал секретарем Заиграевского райисполкома, инструктором Заиграевского райкома партии.
Окончил Иркутскую Высшую партийную школу и юридический институт. После этого работал секретарем парткома совхоза «Селенгинский» Селенгинского района, заведующим отделом пропаганды и агитации, секретарем Еравнинского райкома КПСС.
С 1962 по 1970 год работал прокурором Хоринского района. В 1970—1978 годах был вторым секретарем Хоринского райкома КПСС. С 1978 года работал заведующим организационным отделом Президиума Верховного совета Бурятской АССР.

### Творчество
Дагбаев интересовался и изучал народные традиции и обычаи бурят, историю родного края и буддизма. Организовывал фестивали и конкурсы народного творчества. Во время работы в Всебурятской ассоциации развития культуры (ВАРК) был автором ее программных документов. Был одним из авторов устава Фонда Агвана Доржиева.
Написал стихи, переложенных на популярные песни — «Минии нютаг», «Улзы хоорхонууд». Опубликовал статьи и очерки в сборниках, газетах и журналах по истории родного края, замечательных людях, философии и ценностях бурятского народа.
Долгие годы изучал историю родного улуса Тарбагатай. В 1970-х годах написал полную родословную тарбагатайцев.
Автор книг: «История Тарбагатая», «Он погиб подо Ржевом», «О Чимите Цыдендамбаеве», «Из жизни Далай-лам, панчен-богдо».
Уже после его смерти опубликован сборник его стихов и песен «Моя родина-Минии нютаг»(2009), а также книга «Тысячи мудрых шагов» (2010).

## Память
- В 2015 году был проведен республиканский краеведческий конкурс, посвящённый 90-летию со дня рождения Данзана Дагбаева[2].

## Награды и звания
- Орден «Знак Почёта»
- Медаль «За трудовое отличие»
- «Заслуженный юрист Бурятской АССР»
- «Заслуженный работник культуры Республики Бурятия» (уникальный случай по награждению званиями в совершенно различных сферах!).

## Ссылка
- Республиканский краеведческий конкурс «Моя родина — Минии нютаг» памяти Данзана Дагбаева
- В Улан-Удэ подведут итоги краеведческого конкурса памяти Данзана Дагбаева